# Stefanos Ntouskos
Stefanos Ntouskos (grekiska: Στέφανος Ντούσκος), född 29 mars 1997, är en grekisk roddare.

## Karriär
Ntouskos tävlade för Grekland vid olympiska sommarspelen 2016 i Rio de Janeiro, där han slutade på 6:e plats i lättvikts-fyra utan styrman. Vid olympiska sommarspelen 2020 i Tokyo tog Ntouskos guld i singelsculler.
I maj 2023 vid EM i Bled tog Ntouskos silver i singelsculler. I april 2024 vid EM i Szeged tog han återigen silver i singelsculler. Vid EM 2025 i Plovdiv tog Ntouskos sitt fjärde raka EM-silver i singelsculler.